# Maeve Plouffe

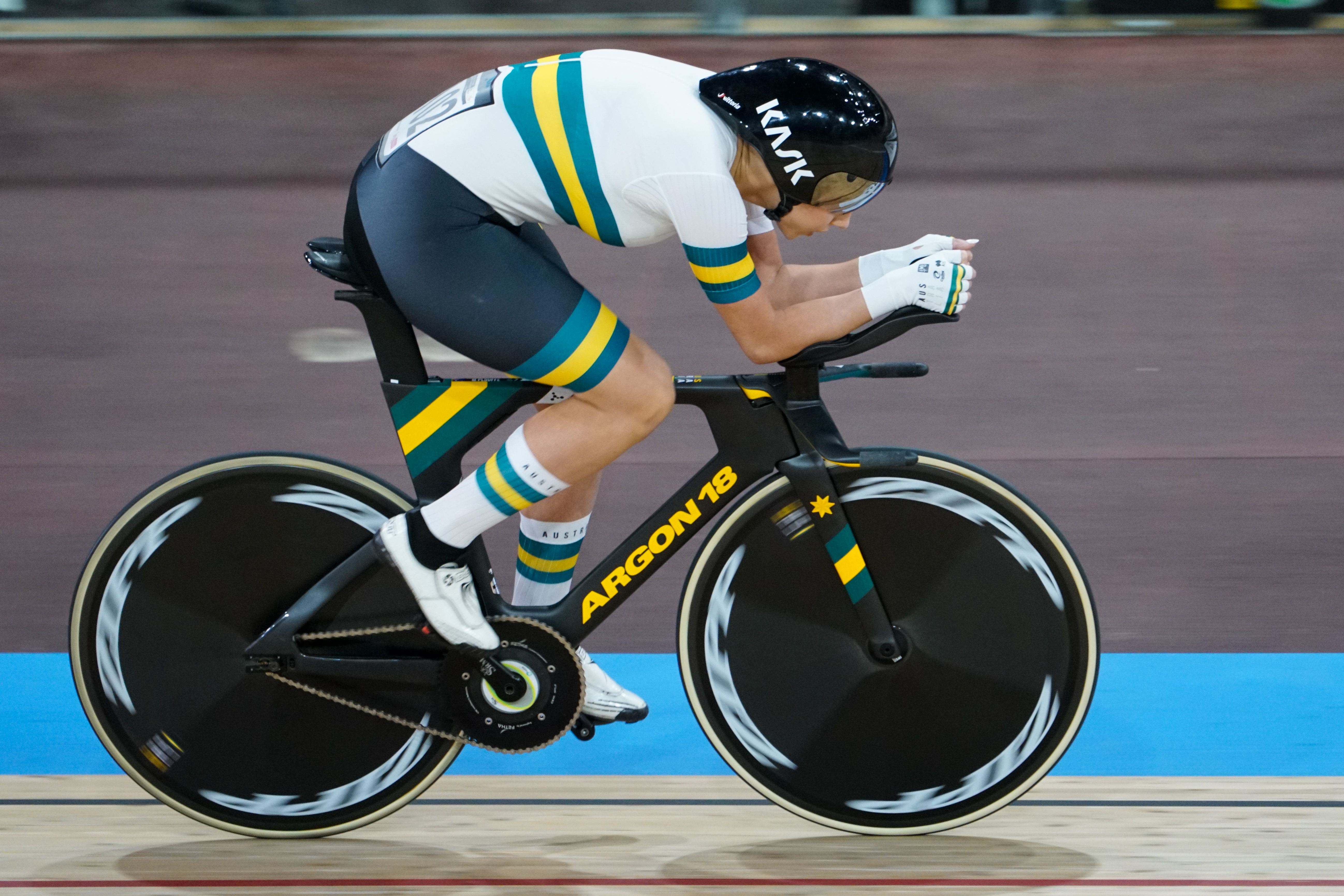
Plouffe in der Qualifikation der Einerverfolgung bei der Bahn-WM 2020

Maeve Plouffe, auch Moroney-Plouffe, (* 8. Juli 1999 in Randwick) ist eine australische Radsportlerin, die Rennen auf Bahn und Straße bestreitet.

## Sportliche Laufbahn
Maeve Plouffe begann im Alter von 14 Jahren mit dem Radsport, nachdem sie zuvor Langstreckenschwimmen ausgeübt hatte. Ihr internationales Debüt gab sie 2017 bei den Junioren-Bahnweltmeisterschaften. Im selben Jahr wurde sie Ozeanienmeisterin der Juniorinnen im Einzelzeitfahren.
Seit 2018 startet Plouffe in der Elite und wurde in die Australian Cycling Team’s Podium Potential Academy aufgenommen. Bei den Ozeanienmeisterschaften errang sie zwei Medaillen und gehörte zum Vierer, der australischer Meister in der Mannschaftsverfolgung wurde. 2019 entschied sie gemeinsam mit Annette Edmondson, Ashlee Ankudinoff und Georgia Baker die Mannschaftsverfolgung beim Lauf des Weltcups in Brisbane für sich.
2020 wurde Maeve Plouffe Ozeanienmeisterin im Scratch und errang zwei Silber- sowie zwei Bronzemedaillen (die Meisterschaften wurde im Herbst 2019 ausgetragen). Erst drei Monate zuvor war sie am Handgelenk operiert worden, Folge eines Sturzes bei einem Straßenrennen in Belgien. Im Frühjahr 2020 nahm sie erstmals an Bahnweltmeisterschaften teil und belegte bei den Titelkämpfen in Berlin in der Einerverfolgung Rang zehn, wobei sie ihre persönliche Bestzeit mit 3.26,742 Minuten um fünf Sekunden verbesserte. 2021 startete sie bei den Olympischen Spielen in Tokio und belegte mit dem Vierer Platz fünf. Im Jahr darauf siegte sie beim Lauf des Nations’ Cup in Milton in der Einerverfolgung und errang bei den Commonwealth Games Gold in der Mannschaftsverfolgung (mit Sophie Edwards, Chloe Moran und Georgia Baker); in der Einerverfolgung holte sie Silber. 2024 wurde sie zum zweiten Mal für die Olympischen Spiele nominiert und belegte mit dem australischen Team den siebten Rang in der Mannschaftsverfolgung.

## Erfolge

### Bahn
2018
- Ozeanienmeisterschaft – Zweier-Mannschaftsfahren (mit Breanna Hargrave)
- Ozeanienmeisterschaft – Mannschaftsverfolgung (mit Breanna Hargrave, Danielle McKinnirrey und Chloe Moran)
- Australische Meisterin – Mannschaftsverfolgung (mit Breanna Hargrave, Annette Edmondson und Alexandra Manly)

2019
- Weltcup in Brisbane – Mannschaftsverfolgung (mit Annette Edmondson, Ashlee Ankudinoff und Georgia Baker)
- Ozeanienmeisterschaft – Einerverfolgung
- Australische Meisterin – Einerverfolgung, Zweier-Mannschaftsfahren (mit Kristina Clonan), Mannschaftsverfolgung (mit Breanna Hargrave, Ella Sibley und Chi Long Chung)

2020
- Ozeanienmeisterin – Scratch
- Ozeanienmeisterschaft – Verfolgung, Mannschaftsverfolgung (mit Samantha De Riter, Sophie Edwards und Alex Martin-Wallace)
- Ozeanienmeisterschaft – Punktefahren, Zweier-Mannschaftsfahren (mit Alex Martin-Wallace)

2022
- Australische Meisterin – Einerverfolgung, Zweier-Mannschaftsfahren (mit Alyssa Polites)
- Nations’ Cup in Milton – Einerverfolgung
- Commonwealth Games – Mannschaftsverfolgung (mit Sophie Edwards, Chloe Moran und Georgia Baker)
- Commonwealth Games – Einerverfolgung

2025
- Ozeanien-Meisterschaften – Omnium

### Straße
2017
- Junioren-Ozeanienmeisterin – Einzelzeitfahren

2018
- Ozeanienmeisterschaft (U23) – Einzelzeitfahren